# 時事新報
時事新報（じじしんぽう）は、かつて存在した日本の日刊新聞である。

## 概要
1882年（明治15年）3月1日、福澤諭吉の手により創刊された。戦前の五大新聞の一つ。1936年（昭和11年）12月25日に休刊。
戦後復刊し、1955年（昭和30年）に産業経済新聞東京本社と合同、1958年（昭和33年）まで『産経時事』（現・産経新聞）を発行した。
2024年9月11日、休眠会社として存続していた株式会社時事新報社（2代目法人）の臨時株主総会が開催され、解散が決議された。2025年2月の清算完了を目指し、保有する『時事新報』などの商標権は産経新聞社に譲渡する（後述参照）。

## 歴史

### 慶應の機関紙として創刊
当初の福澤諭吉の計画では、宮内卿で後に初代内閣総理大臣を務める伊藤博文や、参議で侯爵の井上馨ら明治政府の元勲の要請を受けて政府系新聞を作る予定であった。ところが、1881年の「明治十四年の政変」により、大隈派官僚が失脚したため、その計画は頓挫した。
すでに記者や印刷機械を準備していた慶應義塾の出版局（現・慶應義塾大学出版会）は、独自に新聞を発行するに至り、1882年（明治15年）3月1日、「時事新報」を創刊した。創刊時は紙面を5部に分け、漫画（日本初）や料理のレシピを載せるなど、当時の新聞としては非常に画期的な紙面構成であった。福澤は創刊にあたって「我日本国の独立を重んじて、畢生の目的、唯国権の一点に在る」と宣言した。

### 国権論を主張
『時事新報』の紙面は、国際情勢に関する記事が多かった。福澤の甥になる初代社長兼主筆の中上川彦次郎は、本紙の社説で国権論的主張を展開し、社説には、朝鮮に関する論説や中国に関わる様々な形の東洋政略を論じたものが多かった。この国権論を、水戸藩出身で慶應同窓の高橋義雄、渡辺治、井坂直幹、石河幹明が紙面で引き継ぎ、水戸中学（現在の茨城県立水戸第一高等学校）系の松木直己が協力した。
条約改正問題や、大阪事件、朝鮮問題が起こると、『時事新報』は対外強硬論を紙面で主張した。
1885年（明治18年）1月18日、「上野公園全国有志大運動会」と称する大井憲太郎の一派と聴衆3,000人余りが市中行進をし、時事新報社前では同社万歳を連呼し、同紙と反対の論調を唱えた銀座尾張町の朝野新聞本社（後に銀座和光となる）を危く焼き討ちしそうな気配となり、警官の出動でわずかに事なきを得る騒ぎとなった。
時事新報は創刊時より「国権皇張」・「不偏不党」を掲げ、平明で経済を重視する紙面が政党臭の強かった当時の新聞から見れば新鮮に映ったのか、わずか1,500部余りであった当初の発行部数は2年後には5,000部余りまで増加した。

### 日本一の時事新報
日清戦争後の1896年（明治29年）、時事新報はロイター通信社と契約を締結。20世紀初頭に契約先が10社に増えるまで、ロイターの外信記事は本紙が独占的に使用していた。

明治末期には、新聞業界の代表2人を選ぶ際に、時事新報から1人が無条件に選出され、もう1人は競合他社の中から抽選で選出するほどに業界内での地位を高めた。大正中期には「日本一の時事新報」と呼ばれるようになり、東京日日新聞（現：毎日新聞東京本社版）、報知新聞（現：スポーツ報知）、國民新聞（現：東京新聞）、東京朝日新聞（現：朝日新聞東京本社版）と並ぶ“東京五大新聞”の一つとなった。
また、1905年（明治38年）には、大阪へ進出している（以下、後述参照）。
1921年（大正10年）のパリ講和会議やワシントン軍縮会議では、伊藤正徳特派員が世界的スクープを獲得し、世間から大きな注目を集めた。

### 関東大震災による影響
しかし、その後は大正関東地震（関東大震災）による被災で、時事新報をはじめとする在京紙の業績は悪化し部数も減少の一途を辿る。それに取って代わる形で大阪資本を背景とした東京日日新聞（のちの毎日新聞）、東京朝日新聞（のちの朝日新聞）が部数を伸ばし、加えて社会面の充実で伸ばした読売新聞を含めた3紙が、大正後期から昭和前期にかけての東京エリアでの新聞シェア上位を占め、時事新報は、報知新聞、國民新聞・都新聞などの2番手のグループに甘んじ、『万朝報』以下の小さな諸新聞は部数の競争から脱落していった。

### 帝人事件の報道
紙勢の退調を補うために1932年（昭和7年）に鐘淵紡績社長で政界にも影響力を持っていた武藤山治が経営権を取得し、武藤自らの発案と企画による「番町会を暴く」を1934年（昭和9年）1月17日から大々的に取り上げた。当時の日本にはびこる財界の不正を糾弾する特集記事であり、刺激的な筆致は各界で大きな反響を呼んだ。
やがて#それは「帝人事件」（昭和初期の大疑獄事件）まで引き起こし、それまで赤字に陥っていた時事新報の業績は黒字に転換し部数も大きく伸びた。しかし、武藤が暴漢に射殺されて番町会への追及も中断し、帝人事件を通じて検挙された者のほとんどは裁判で無罪となった。結果的に斎藤実内閣を倒す政治陰謀の御先棒を担いだだけの形となり、一時的に持ち直した時事新報の業績も再度不振を託つことになった。

### 東京日日新聞への合同
打開策として慶應義塾卒業生で当時大阪毎日新聞社（大毎）政治部長であった、のちの毎日新聞社会長高石真五郎に経営支援を仰いだ。しかし、当時の東日は経営が厳しい時期でもあり、高石自身は東日の経営に手一杯でこれを固辞する。代わりに高石は、大毎の社外役員で夕刊大阪新聞社（現・産経新聞大阪本社）創業社長の前田久吉を推挙し、1935年（昭和10年）11月から前田が専務となって時事新報の経営に参加することになった。しかし、前田の大阪的経営手法と慶應閥が多い会社の体質は折り合わず、一時は好転していた時事新報の業績は再び悪化へと転じる。このために高石は責任を取る形で1936年（昭和11年）12月25日、時事新報を東日に合同した。
合同前日には、福澤の墓前に奉告（報告）が行われている。なお、東日は1943年（昭和18年）1月1日、大毎と題字を統一して『毎日新聞』となるが、それまでの約7年間は、東日紙面の題字の下に「時事新報合同」の文字があった。

### 復刊から産経新聞への合同まで
1945年（昭和20年）、GHQ占領下で日本新聞連盟などの用紙割当機能が10月26日に停止されたが、改組後の新聞及出版用紙割当委員会が用紙の割当を認可したことから発行に至った。
1946年（昭和21年）1月1日、戦前の時事新報で主筆を務めていた慶應義塾名誉教授の板倉卓造を社長兼主筆に据え、慶應義塾出身者と日本工業新聞改め「産業経済新聞」を率いる前田久吉らの支援により「時事新報」が復刊された。この復刊の直後、前田は戦時中の論陣を理由に公職追放に遭い、時事新報社と産業経済新聞社の経営から一時退くこととなった。
復刊当初は新興紙ブームの時流で、名門復活と謳われた時事新報の業績は堅調に推移していたが、既存紙の巻き返しにより再び業績が低下していった。
1947年（昭和22年）5月20日、「人間皇后初のお答え」とする記事を掲載。しかし、同年6月3日、香淳皇后が初めて記者との会談に応じ、暗に時事新報の記事を否定したことから、報道に疑義がもたれることとなった。

前田は追放解除後の1950年（昭和25年）、産業経済新聞の全国紙化を目指して東京に進出する。あわせて時事新報についても板倉の後任として経営にあたることとなった。こうして時事新報は産経新聞と兄弟関係となり、1955年（昭和30年）産経と合同して『産経時事』（さんけいじじ）と改題、時事新報社の経営の一切を産経新聞社に委任した。

### 休眠会社化、そして解散へ
その後の「産経時事」は大阪本社版と題字を合わせて現在の『産経新聞』となるが、1969年（昭和44年）に題字を片仮名の「サンケイ」に変更するまで「産経新聞」という題字の下に「時事新報合同」の文字が添えられた。
2024年（令和6年）現在、「時事新報」の題号などの権利の一切は株式会社時事新報社（2代）が保有している。
2代法人は、慶應義塾大学を卒業した産経新聞社幹部が代々社長を務め、140年以上の歴史を誇った時事新報の商標と過去のデータを守ってきたが、2024年（令和6年）9月11日開催の臨時株主総会で会社解散を決議した。この理由について、2代法人現社長で産経新聞社顧問の鈴木隆敏（慶應大文学部卒）は、「産経新聞社以外にも2代法人の株主を務めていた東証上場企業があったが、政策保有株を手放す流れが加速したことにより、この企業において当社株が整理の対象となってしまい、新聞全体の大きな時代の変化の中で苦渋の選択をせざるを得なくなった」と説明した。
2代法人が保有する『時事新報』などの商標権は産経新聞社に譲渡する。『産経時事』および1955年以前の紙面のデータ保管や販売は、産経新聞社と慶應義塾が密接に協議をした上で継続される。2代法人は、2025年（令和7年）2月までに清算を結了し、登記簿が閉鎖される予定である。

## 大阪時事新報
時事新報は、1905年（明治38年）3月15日から大阪で大阪時事新報を発行していた。当初は大阪時事新報社という別法人での発行であったが、1920年（大正9年）6月に東京の時事新報社に吸収合併。しかし1923年（大正12年）8月に再度分離独立したものの不振に陥り、1930年（昭和5年）3月に神戸新聞社に買収される。翌1931年（昭和6年）8月1日には京都日日新聞社と共に神戸新聞社に吸収合併され、京阪神の新聞トラスト三都合同新聞株式会社が誕生。しかし、大阪時事新報は三都合同新聞大阪本社から発行が継続された。

その後三都合同新聞社は1940年（昭和15年）7月30日に解体し、大阪時事新報は再び独立会社・大阪時事新報社として発足。間もなく読売新聞社（現・読売新聞グループ本社）が株式を買い集め経営に参加するも、翌1941年（昭和16年）12月8日に「夕刊大阪新聞」と合併して大阪新聞となり終刊した。

戦後1946年（昭和21年）2月1日、前田の手により復刊したが、1951年（昭和26年）6月に再び大阪新聞に合同して終刊。その後大阪新聞は2002年（平成14年）、産経新聞大阪本社版に合同して廃刊となった。

## 経済時事新報
日本経済新聞社は、戦時統制で1942年（昭和17年）に日本産業経済（現・日本経済新聞）が誕生する際に、前身の中外商業新報が東京で発行されていた経済時事新報という新聞を合併したと社史の中で記述している。しかし、この新聞に時事新報社が関与していたかなどの詳細はわかっていない。

## 備考
- 日本音楽コンクール、大相撲優勝力士額掲示については現在毎日新聞社が継承している。
- 時事通信社と直接のつながりはないが、かつて時事新報が発行していた『時事年鑑』は、同盟通信社を経て時事通信社が継承して発行した（1994年廃刊）。
- 『時事新報』創刊25周年記念号（明治40年3月1日記念号）は、ページ数が224ページに達し、日本の新聞としては最多ページ数記録となった。同号は1961年に日本新聞資料協会から縮刷版が発行されている。
- 慶應義塾大学日吉キャンパス（1年、2年生が通う）をエリアに含む産経新聞日吉専売所の店頭には「（慶應）塾生[注 9]諸君、福澤諭吉先生が創刊した時事新報が前身の産経新聞を読もう」との広告が掲示されている。
- 囲碁棋戦の『時事碁戦』を開催していた。

## 主な人物
- 井坂直幹 - 1883年（明治16年）入社。1887年に大倉組（現・大成建設）に転職、その後秋田木材（現・新秋木工業）を創業した。
- 石河幹明 - 1885年（明治18年）入社。社説部一筋で活動し取締役主筆を経て定年まで勤めた後、福澤全集（大正版・昭和版・『時事論集』）編纂を手掛ける。
- 板倉卓造 - 1905年（明治38年）入社。社説部記者、主筆を経て慶應義塾教授を兼任。戦後復刊時の初代社長。産経時事論説委員長、貴族院議員も歴任。
- 伊藤欽亮 - 創刊と同時に入社。編集長から1896年（明治29年）日本銀行に転職。さらに1906年（明治39年）日本新聞社長。
- 伊藤正徳 - 1913年（大正2年）入社。社説部長を経て共同通信社・日本新聞協会初代理事長。戦後復刊時には板倉の後任社長も歴任。
- 小野友次郎 - 福澤の書生を経て1886年（明治19年）入社。1891年（明治24年）中上川の秘書として三井銀行に転職。その後芝浦製作所所長、王子製紙取締役、東神倉庫（現・三井倉庫）・北炭監査役などを歴任。
- 門野幾之進 - 大正期に取締役会長。千代田生命保険（現・ジブラルタ生命）創業者。貴族院議員、交詢社会長も歴任。
- 勝田重太朗 - 『産経時事』合同時の産業経済新聞東京本社社長。中部日本新聞社常務、名古屋タイムズ社初代理事社長、信越放送社長などを歴任。
- 北川礼弼 - 朝野新聞（第1期）最後の社長で1893年廃刊と同時に移籍。1902年（明治35年）慶応義塾塾監を経て門野が創業した千代田生命保険に参加。
- 菊池武徳 - 1887年（明治20年）入社。1891年朝野新聞へ移籍し第2期社長。また『演藝画報』（後の月刊『演劇界』）を創刊した。1903年（明治36年）衆議院議員に転じ当選4回。
- 菊池寛 - 1916年（大正5年）入社。社会部記者から作家に転向し、1919年（大正8年）盟友芥川龍之介と共に大阪毎日新聞へ移籍。その後、1923年（大正12年）文藝春秋社を創業した。
- 清原武彦 - 産経新聞社特別顧問、慶應義塾評議員。産経新聞社社長・会長を経て2代法人社長。
- 後藤武男 - 1916年（大正5年）入社。ロンドン特派員、政治部長、監理部長を経て茨城新聞社社長、茨城放送（現在のLuckyFM茨城放送）創業者。
- 小山完吾 - 1904年（明治37年）入社。明治生命取締役を経て1926年（大正15年）社長。衆議院当選1回、貴族院議員も歴任。
- 鈴木隆敏 - 1962年（昭和37年）産経新聞社入社。産経時代に連続企業爆破事件における東アジア反日武装戦線関係者への逮捕状発付をスクープした。2代法人最後の社長、産経新聞社顧問兼任。
- 鈴木龍二 - 1934年（昭和9年）國民新聞から移籍。大東京軍常務、日本野球連盟会長、セントラル野球連盟会長などを歴任した。
- 住田良能 - 産経新聞社元社長、慶應義塾大学卒業生。2代法人の取締役を歴任した。
- 高木喜一郎 - 創刊と同時に入社し営業を担当。渡辺の急逝に伴い、大阪毎日新聞社第2代社長に就任。
- 高橋信三 - 1926年（大正15年）大阪時事新報に入社。1928年、大阪毎日新聞に移籍。副主筆を経て新日本放送専務、毎日放送第2代社長。
- 高橋義雄 - 創刊と同時に入社。1891年、中上川の誘いで三井銀行へ転職。その後三井呉服店理事、王子製紙専務などを歴任。
- 竹越與三郎 - 1886年（明治19年）入社。1891年國民新聞へ移籍するが1896年に復帰。その後衆議院当選5回、貴族院議員も務め大物政治家となる。
- 中上川彦次郎 - 初代社長兼主筆。工部省・外務省官僚を経て福澤の推薦で就任。退任後、山陽鉄道社長、三井銀行理事、三井合名理事長などを歴任。
- 波多野承五郎 - 創刊と同時に入社。1891年朝野新聞に移籍し社長兼主筆になるが1年も経たずに北川に譲渡。その後三井銀行理事を経て衆院当選1回。
- 福沢諭吉 - 創業者・初代社主。
- 前田久吉 - 産経新聞社・関西テレビ放送・ラジオ大阪・日本電波塔（現・TOKYO TOWER）の創業者。初代時事新報社の代表取締役専務を務め、経営再建に取り組んだ。戦後の時事新報復刊に尽力し、2代目法人の取締役を歴任した。
- 松岡正男 - 自由学園創立者・婦人之友社創業者羽仁もと子の実弟。京城日報・毎日新報社長、英文毎日主幹を経て1935年（昭和10年）前田に請われ取締役会長。
- 本山彦一 - 1883年（明治16年）入社。1886年大阪藤田組（現・DOWAホールディングス）に転職、さらに大阪毎日新聞社相談役から第5代社長。
- 渡辺治 - 創刊と同時に入社。1888年（明治21年）都新聞主筆、さらに大阪毎日新聞に移籍し初代社長兼主筆。